# Parafia św. Józefa w Ansonia
Parafia św. Józefa w Ansonia (ang.) St. Joseph Parish) – parafia rzymskokatolicka położona w Ansonia w stanie Connecticut w Stanach Zjednoczonych.
Jest ona jedną z wielu etnicznych, polonijnych parafii rzymskokatolickich w Nowej Anglii z mszą św. w j. polskim dla polskich imigrantów.
Ustanowiona w 1925 roku. Nazwa parafii jest związana z patronem św. Józefem.

## Historia
W czerwcu 1925 roku biskup Jan J. Nilan mianował lazarystę ks. Alojzego Zielenznika CM,  proboszczem nowej parafii św. Józefa. Swą pierwszą Mszę dla polskiej kongregacji odprawił 12 lipca 1925, w  Central St. Hall, wynajmowanej od włoskiej społeczności.

Kościół został poświęcony  6 września 1926. Dziesięć dni później Szkoła św. Józefa, obsadzona przez nazaretanki, została otwarta.
Parafia od dawna odczuwała potrzebę posiadania dzwonu, który by wzywał wiernych na nabożeństwo. Ich pragnie zostało w pełni zrealizowane w 1950 roku, kiedy ks. Kazimierz Kwiatkowski, przejeżdżając przez Winchester w stanie New Hampshire, zauważył ogłoszenie o sprzedaży dzwonu przed kościołem protestanckim. W drodze negocjacji kupił dzwon wartości 3 000 dolarów za 495 dolarów. 14 października 1950, przy okazji sprawowania sakramentu bierzmowania w parafii, doktor teologii biskup Henryk J. O'Brien, pobłogosławił stary dzwon i nadał mu imię Kazimierz. Dzwon odezwał się po raz pierwszy 1 listopada 1950, kiedy dogmat o Wniebowzięciu Najświętszej Maryi Panny został uroczyście ogłoszony w Rzymie przez papieża Piusa XII.

## Duszpasterze
- ks. Aloysius Zielenznik CM (1925-1929)
- ks. Joseph Janowski CM (1929-1936)
- ks. Casimir Kwiatkowski CM (1936-)
- ks. Marek Sobczak C.M.
- ks. Roman Kmieć C.M.
- ks. Tadeusz Maciejewski C.M.